# メラミンシアヌレート
メラミンシアヌレート（melamine cyanurate、別名：シアヌル酸メラミン）とは、メラミンとシアヌル酸からなる有機塩。CAS登録番号37640-57-6。メラミンとシアヌル酸が水素結合した構造と考えられている。雲母状の結晶構造を示す。

## 性状
水、有機溶剤ともに不溶。常圧では、350-400℃で昇華し、溶融しない。

## 用途
非ハロゲン系の難燃助剤として主に用いられているが、白色系の潤滑油添加剤としても用いられている。